# Lie huo ying xiong
Lie huo ying xiong (chinês simplificado: 烈火英雄; bra: A Redenção) é um filme catástrofe chinês de 2019 dirigido por Tony Chan e estrelado por Huang Xiaoming, Du Jiang [zh], Tan Zhuo, Yang Zi, Zhang Zhehan, Gu Jiacheng [zh], Yin Xiaotiab [zh], e Gao Ge. É uma adaptação do livro de não-ficção do autor Bao'erji Yuanye, Zuishen De Shui Shi Leishui (最深的水是泪水). O filme é baseado em um incidente da vida real, o derramamento de óleo do porto de Xingang, e narra os esforços dos bombeiros para proteger uma cidade de um incêndio causado pela explosão de um oleoduto.
O filme é um dos sete filmes que estrearam durante o 70º aniversário da República Popular da China. Foi lançado na China em 1 de agosto de 2019 e nos Estados Unidos em 9 de agosto. O filme arrecadou mais de CN¥ 1,7 bilhão (US$ 244 milhões) na China.

## Sinopse
Um grupo de corajosos bombeiros lida com uma série de incêndios após a explosão de uma fábrica de produtos químicos. É uma corrida contra o tempo para os bombeiros, pois eles se colocam em perigo para salvar as pessoas nas proximidades dos incêndios.